# Regelverstärker
Als Regelverstärker bezeichnet man in der Tontechnik jene Effektgeräte, die den Ausgangspegel eines Signals in Abhängigkeit von dessen Eingangspegel und der Zeit bearbeiten. Man benutzt Regelverstärker zur Optimierung, Klanggestaltung und als Übersteuerungsschutz.
Zu dieser Gruppe gehören z. B. Kompressoren, Limiter, Expander und Gates.